# Black Rock Studio
Black Rock Studio (ранее Pixel Planet и Climax Brighton) — бывшая студия-разработчик компьютерных игр, основанная Тони Беквитом (англ. Tony Beckwith), расположена в Брайтоне, Великобритания.

## История
Компания была основана под названием Pixel Planet в сентябре 1999 года. В ноябре 1999 года студия была приобретена компанией Climax Studios и переименована в Climax Brighton.
28 сентября 2006 года студия была приобретена игровым подразделением Disney, Buena Vista Games (позже Disney Interactive Studios). Один год спустя, в июле 2007 года, название студии было изменено на Black Rock Studio.
В мае 2011 года издание Eurogamer пообщалось с анонимным источником, который рассказал, что Disney Interactive Studios провела сокращение штата Black Rock Studio; около ста человек было уволено. В этой же статье анонимный источник подтвердил, что Split/Second 2 была отменена в декабре 2010 года из-за смены курса по развитию игрового подразделения Disney, несмотря на попытки студии подстроиться под эти изменения в компании. Студия была закрыта 1 июля 2011 года.

## Список игр
- 2002 — MotoGP: Ultimate Racing Technology (Xbox, PC)
- 2002 — Rally Fusion: Race of Champions (PS2, Xbox)
- 2003 — ATV: Quad Power Racing 2 (PS2, Xbox, Gamecube)
- 2003 — The Italian Job (PS2, Xbox, Gamecube)
- 2003 — MotoGP: Ultimate Racing Technology 2 (Xbox, PC)
- 2004 — ATV Offroad Fury 3 (PS2)
- 2005 — MotoGP: Ultimate Racing Technology 3 (Xbox, PC)
- 2006 — MotoGP '06 (Xbox 360)
- 2006 — ATV Offroad Fury Pro (PSP)
- 2006 — ATV Offroad Fury 4 (PS2)
- 2007 — MotoGP '07 (Xbox 360, PC)
- 2008 — Pure (Xbox 360, PS3, PC)
- 2010 — Split/Second (Xbox 360, PS3, PC, PSP, iPhone)